# الهوارب
الهوَارِب قرية تونسية تقع في ولاية القيروان، جنوب غربي مدينة الشبيكة.